# Route de Bimini

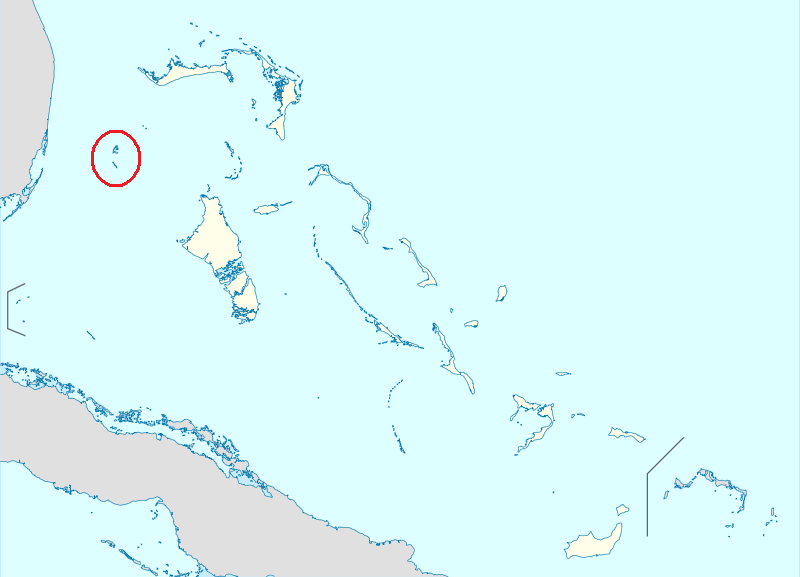
Les îles Bimini, dans le nord-ouest de l'archipel des Bahamas.

La route de Bimini, ou chaussée de Bimini, est une formation rocheuse visible dans les fonds sous-marins de l'archipel de Bimini, dans les Bahamas. 
Du fait de l'organisation apparente des pierres et de la forme même de certaines d'entre elles, différents auteurs ont considéré cette formation comme une ancienne route, un mur ou le vestige d'une structure réalisée par l'homme. Parmi ceux-ci, certains croient qu'il s'agit d'un vestige lié à la civilisation mythique de l'Atlantide, confirmant les prédictions d'Edgar Cayce.
Les explications scientifiques fournies par les géologues permettent de conclure que la « route de Bimini » et les formations similaires sont constituées par des dépôts sédimentaires de plage indurés résultant de phénomènes naturels.

## Historique
Entre 1939 et 1940, le médium américain Edgar Cayce, dans une prédiction très détaillée, affirme que des vestiges de l'Atlantide seront trouvés en 1968 ou en 1969 devant les côtes des îles Bimini : « Le continent de l'Atlantide occupait une position située entre le golfe du Mexique d'une part, et la Méditerranée d'autre part. On trouvera des preuves de l'existence de ce continent perdu dans les Pyrénées, au Maroc, au Honduras britannique, au Yucatán et aux États-Unis. Il reste certaines émergences […] qui devaient, à une époque ou une autre, faire partie de ce vaste continent. Les Indes occidentales britanniques, ou Bahamas, sont parmi ces vestiges. Si l'on effectuait des sondages géologiques dans ces îles, ou dans le Gulf Stream et notamment aux abords de Bimini, on trouverait certainement des preuves déterminantes ». 
Le 2 septembre 1968, le zoologue J. Manson Valentine découvre ce qu'il nomme un « complexe mégalithique sous-marin », auquel il attribue  une origine anthropique. Il relate ses découvertes dans différents articles de presse,. Toujours en septembre 1968, de prétendus blocs de pierre immergés, alignés sur huit cents mètres, bientôt appelés « the Bimini Road », sont découverts au large de Paradise Point dans l'île de Bimini Nord.

## Description du site

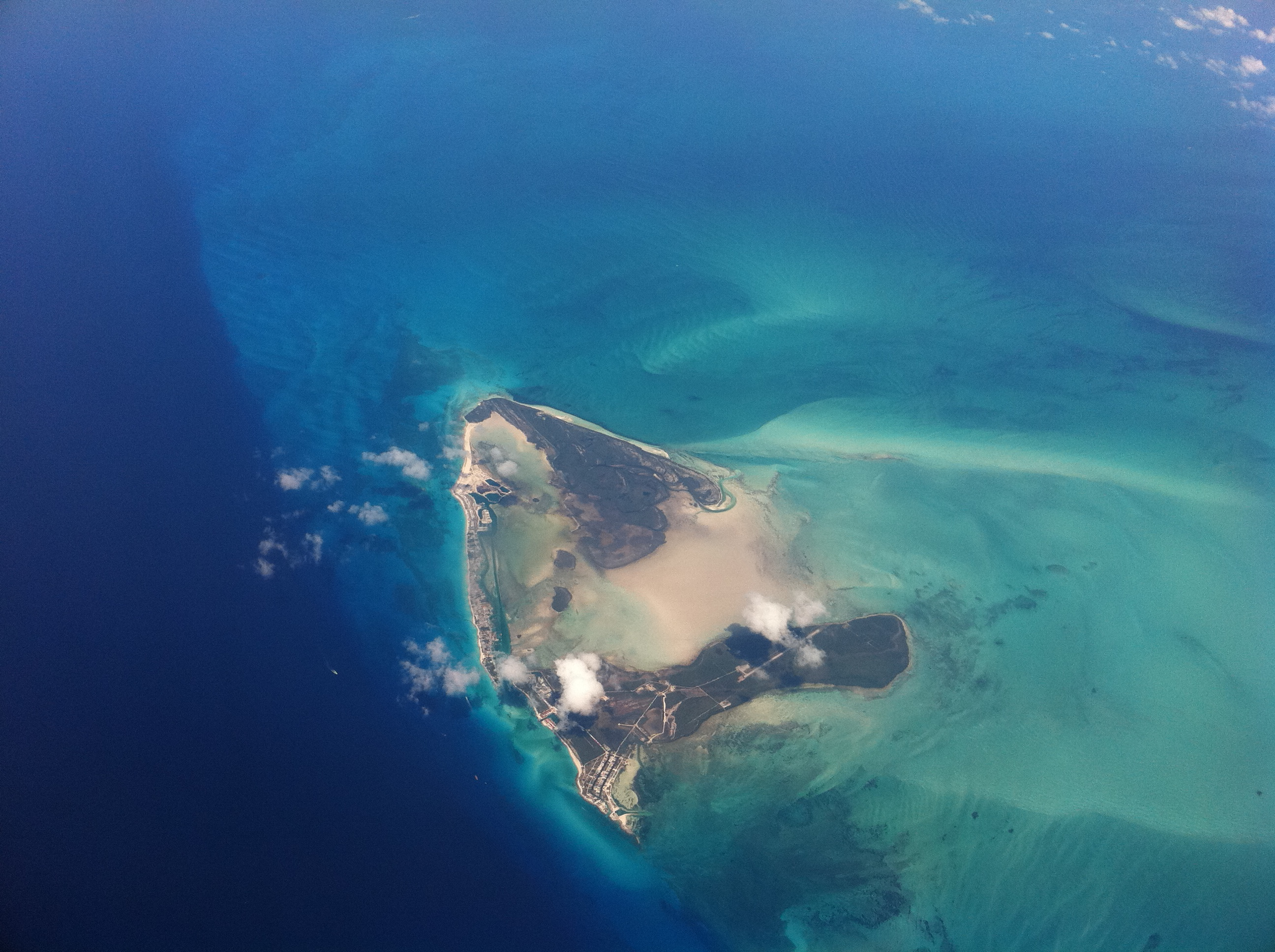
Vue aérienne des îles Bimini.

La structure se trouve au large de la côte nord-ouest de l'île Bimini Nord. Longue de 70 m et large de 10 m, elle semble construite en gros blocs de pierres régulières assemblées par une espèce de ciment. Certains blocs ont plus de 5 m de côté avec une épaisseur variant de 0,50 à 1,50 m. En fonction de leur densité, ces blocs peuvent atteindre un poids de 5 tonnes. La face extérieure du mur est nettement dressée et alignée. Les coins inférieurs sont vérifiables à l'équerre dans les trois axes.

## Théorie d'une structure artificielle
En 1971, l'ingénieur chimiste Doru Todericiu et l'ingénieur naval Dimitri Rebikoff explorent et photographient ces vestiges qui, selon eux, semblent indiquer qu'on aurait affaire à un ancien port submergé, comportant des quais et une double jetée, élargie à certains endroits symétriques. Pour eux, il s'agit sans doute d'un reliquat de l'antique civilisation atlante telle que l'a décrite Platon. De son côté, après dix expéditions sous-marines, commencées en 1974, le professeur d'anglais David Zink acquiert aussi la conviction que ces pierres sont des mégalithes érigés par l'homme. William Donato, fondateur de l'Atlantis Organization, et Greg Little sont convaincus, après deux expéditions, que ces pierres témoignent d'une culture aujourd'hui disparue.
L'officier de marine britannique Gavin Menzies, l'auteur du livre controversé 1421: The Year China Discovered America, pense qu'il pourrait s'agir de cales de mise au sec construites par des marins chinois de la flotte de Zheng He afin de réparer leurs navires endommagés par les tempêtes.

## Explication par une formation géologique naturelle
Le géologue Eugene Shinn de l'Institut d'études géologiques des États-Unis, à Miami, a analysé en détail la « route » et a conclu qu'il s'agissait d'une couche calcaire rocheuse faillée, initialement déposée dans l'estran (entre marées basses et hautes) le long d'anciennes lignes de rivage. Il affirme que :
- la géométrie des failles s'explique par les séismes et les mouvements de subsidence ;
- des carottages réalisés dans différents blocs révèlent qu'ils se sont formés à leur emplacement actuel, puisqu'ils présentent des niveaux de stratification de même orientation ;
- des formations similaires sont connues dans d'autres îles des Bahamas (celles en train de se former emprisonnent même des bouteilles de bière et de soda) et dans certaines îles du Pacifique (celles apparues depuis la Seconde Guerre mondiale recèlent des squelettes humains et des douilles d'obus) ;
- l'âge des blocs est de 2 000 à 4 000 ans, ce qui correspond à l'affaissement des récifs et la montée du niveau de la mer[7].

Une explication complémentaire est que la « route » est un exemple de pavement en mosaïque naturel. Les concrétions de coquillages et de sable forment des roches sédimentaires très dures pouvant se fracturer avec le temps selon des lignes droites recoupées par d'autres fractures à 90°. Elles sont relativement communes et constituent des attractions touristiques en Tasmanie ou sur les côtes du Venezuela.